# Ergasiofobia
A ergasiofobia é uma fobia (medo excessivo ou irracional) ou pavor ao trabalho (trabalho manual, trabalho intelectual etc). Pessoas com essa doença tendem a ser chamadas de preguiçosas, mas precisam de acompanhamento médico profissional e da compreensão dos familiares.
Pessoas com ergofobia experimentam ansiedade indevida sobre o ambiente de trabalho, embora percebam que seu medo é irracional. Seu medo pode, na verdade, ser uma combinação de medos, como o medo de errar as tarefas atribuídas, falar com grupos no trabalho (ambos são tipos de ansiedade de desempenho) ou socializar com colegas de trabalho. (um tipo de fobia social) e outros medos de lesões emocionais, psicológicas e/ou fisiológicas.

## Ver Também
- Lista de fobias
- Fobia